# انهيار نظام بيئي

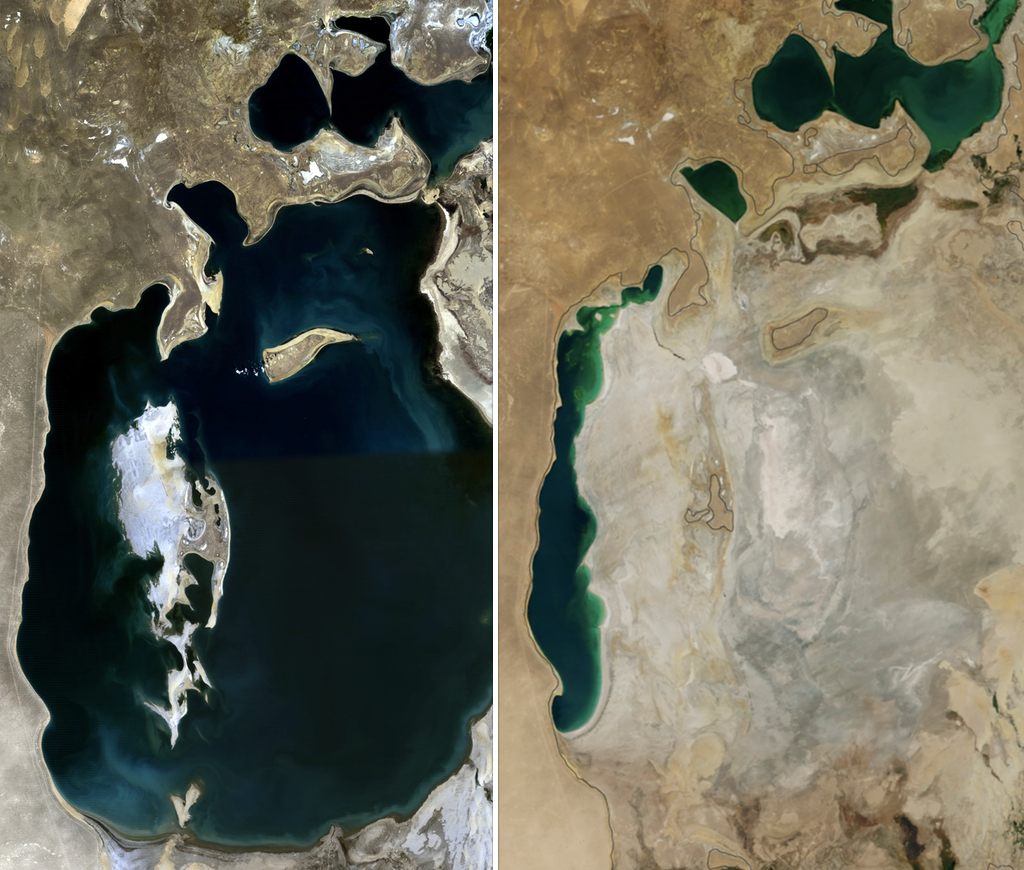
صورة لبحر آرال في 1989 (على اليسار) و 2014. بحر آرال هو مثال على النظام البيئي المنهار. (مصدر الصورة: وكالة ناسا)

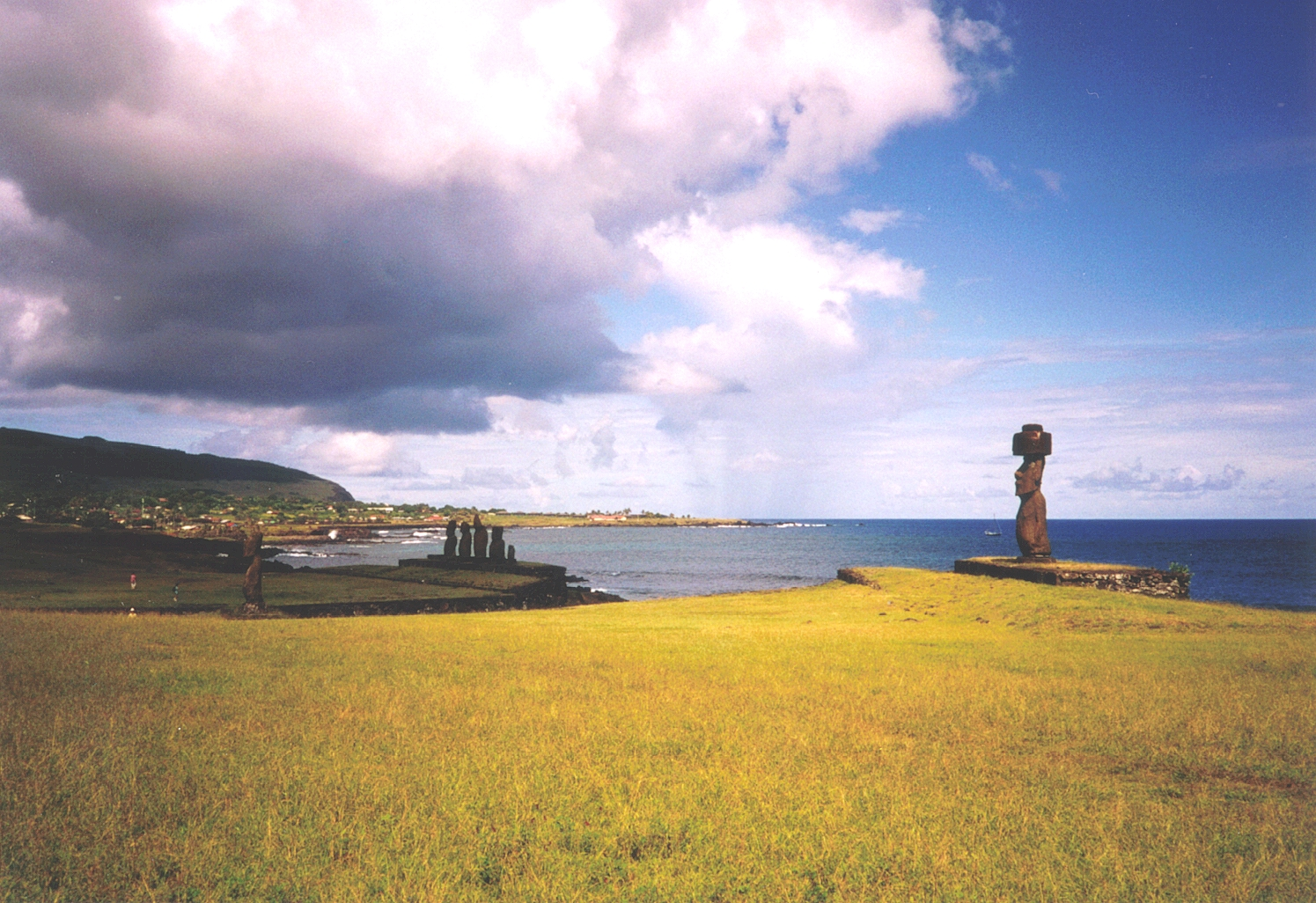
اختفت الغابات شبه الاستوائية ذات الأوراق العريضة من جزر القيامة ، وتغطي الأراضي العشبية معظم الجزيرة حاليًا.

يعتبر النظام البيئي منهارًا عندما تضيع سماته الحيوية الفريدة (الكائنات الحية المميزة) أو السمات غير الحية من النظام. يمكن أن يكون انهيار النظام البيئي قابلاً للعكس وبالتالي لا يعادل تمامًا انقراض للأنواع .
يمكن أن يؤدي انهيار النظام البيئي إلى انخفاضات كارثية في القدرة الاستيعابية للنظام الطبيعي والانقراض الجماعي (المعروف باسم الانهيار البيئي ) ، ويمكن أن يشكل أيضًا خطرًا وجوديًا على السكان.
على الرغم من الأدلة التجريبية القوية ، فإن توقع الانهيار يمثل مشكلة معقدة. يمكن أن يحدث الانهيار عندما ينخفض توزيع النظام البيئي إلى ما دون الحد الأدنى من الحجم المستدام ، أو عندما تختفي العمليات والميزات الحيوية الرئيسية بسبب التدهور البيئي أو اضطراب التفاعلات الحيوية. يمكن استخدام هذه لأحداث المختلفة كمعاييرللإنهيار لتقدير مخاطر انهيار النظام البيئي. على الرغم من أن حالات انهيار النظام البيئي غالبًا ما يتم تعريفها كميًا ، إلا أن القليل من الدراسات تصف بشكل مناسب التحولات من الحالة الأصلية أو الأصلية نحو الانهيار.

الأماكن المحتملة لحدوث إنهيار للنظم البيئية في نظام المناخ